# 至圣圣母主教座堂
至圣圣母主教座堂（希臘語：Παναγία Επισκοπή；Panagia Episkopi）是希腊基克拉泽斯群岛圣托里尼岛的一座拜占庭主教座堂。该教堂供奉至圣圣母，是希腊正教会对圣母的一个称谓。名称的第二部分（“埃皮斯科皮”）的意思是“主教”。该堂曾是正教会圣托里尼教区的主教座堂，直到1207年，以及从1537年至1827年。

## 位置
这座教堂建于圣托里尼最高山以利亚山（Προφήτης Ηλίας）北麓，距离Mesa Gonia镇（Μέσα Γωνιά）东南约600米，距离岛东岸的卡马里大约2公里，距离该岛的首府费拉西北5公里。

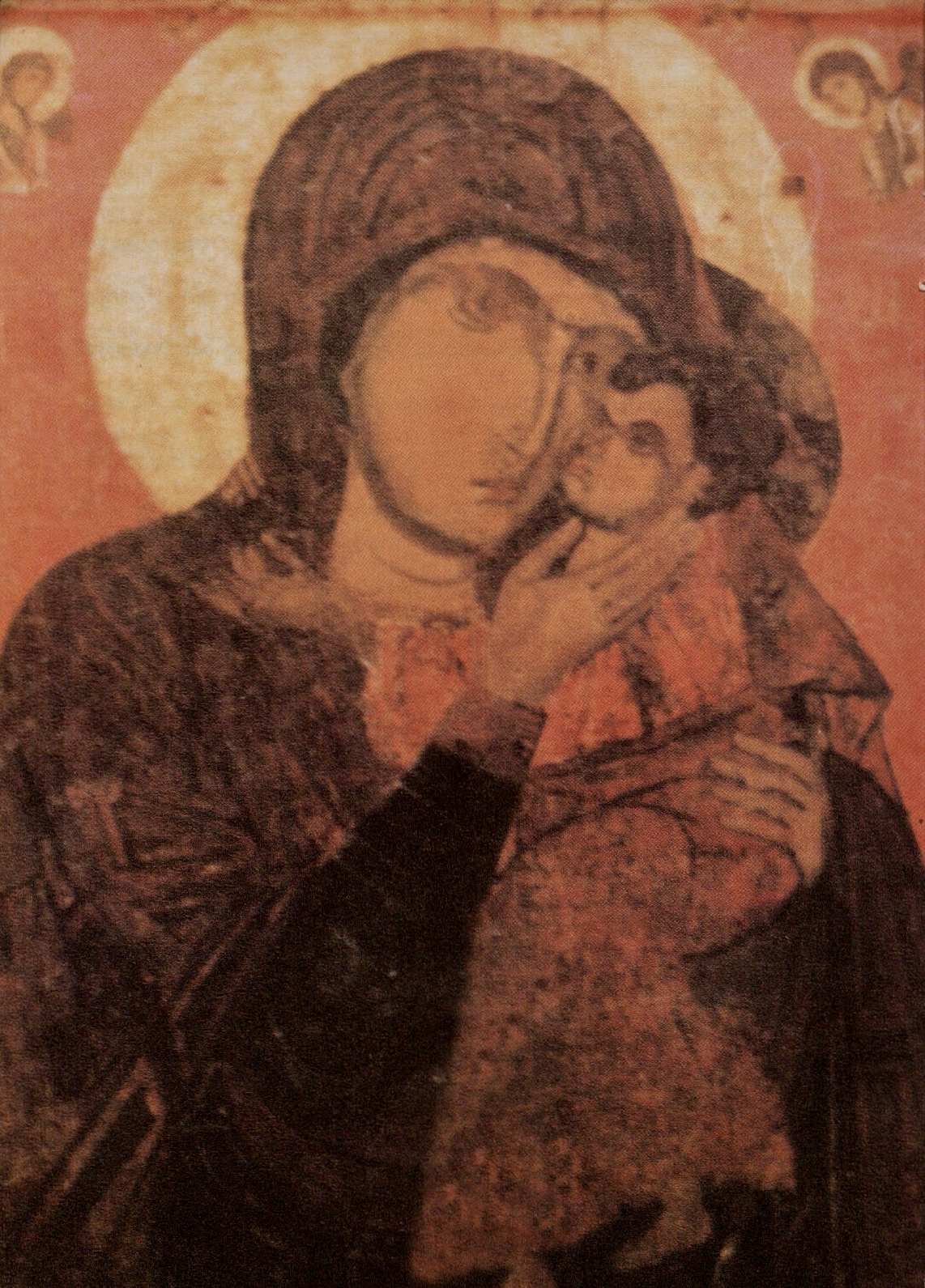

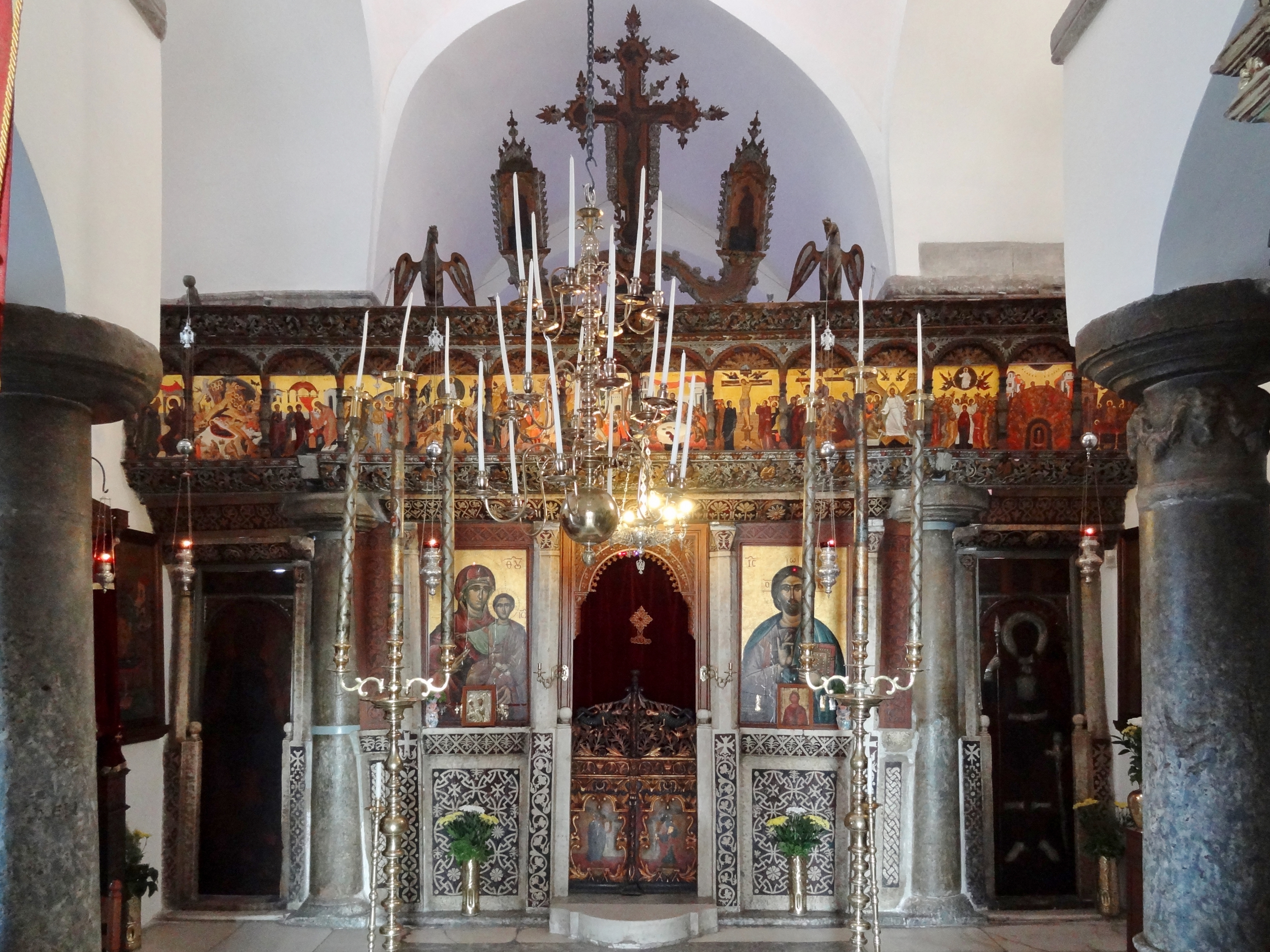

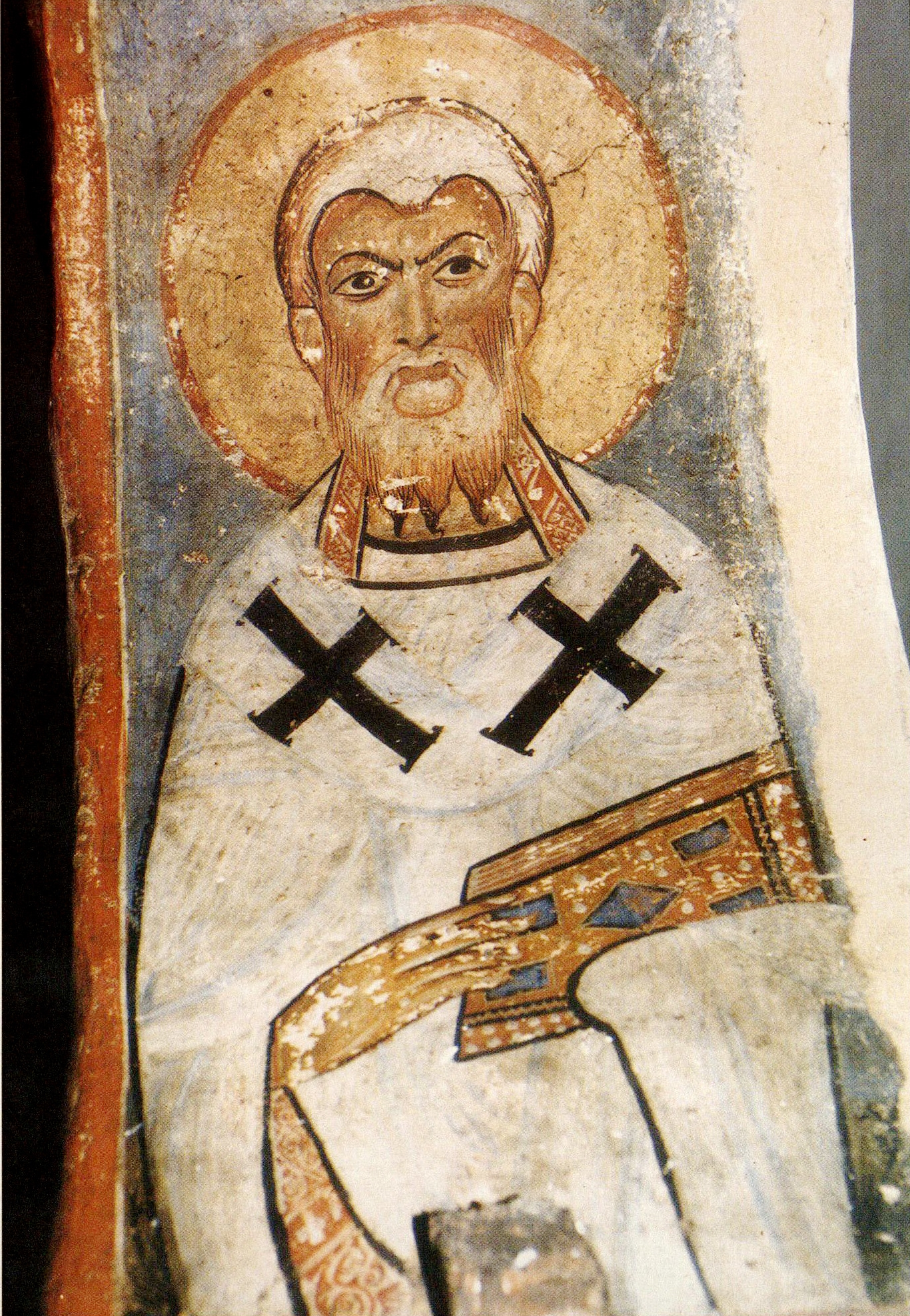

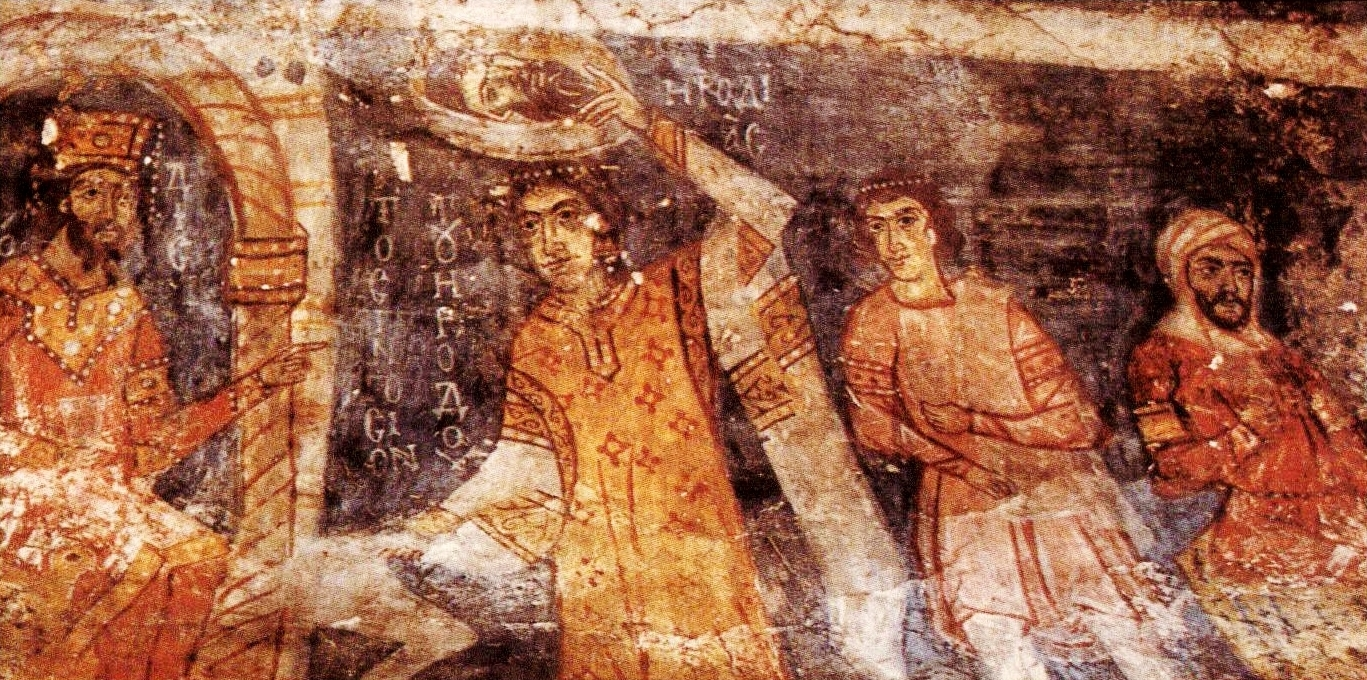

|  |  |  |    |
|  |  |  | \| |

|  |  |  |    |
|  |  |  | \| |

## 历史

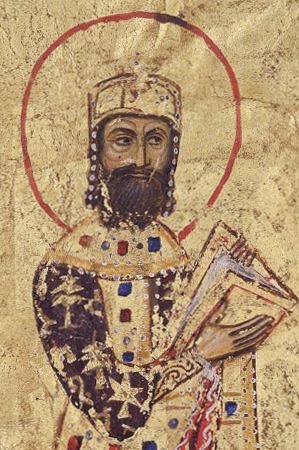
阿历克塞一世

根据传统，现在几乎被完全摧毁的题词，教堂建筑是由拜占庭皇帝阿历克塞一世在11世纪末下令修建，以取代早期的拜占庭巴西利卡。
1207年，第四次十字军东征后，威尼斯共和国控制该岛，驱逐了东正教主教，让一位罗马天主教主教进驻该堂。
1537年奥斯曼帝国征服爱琴海诸岛后，东正教主教返回主教座堂，与天主教方面发生冲突 。最后君士坦丁堡普世牧首和帝国苏丹施加压力，双方达成和解，共享教堂。

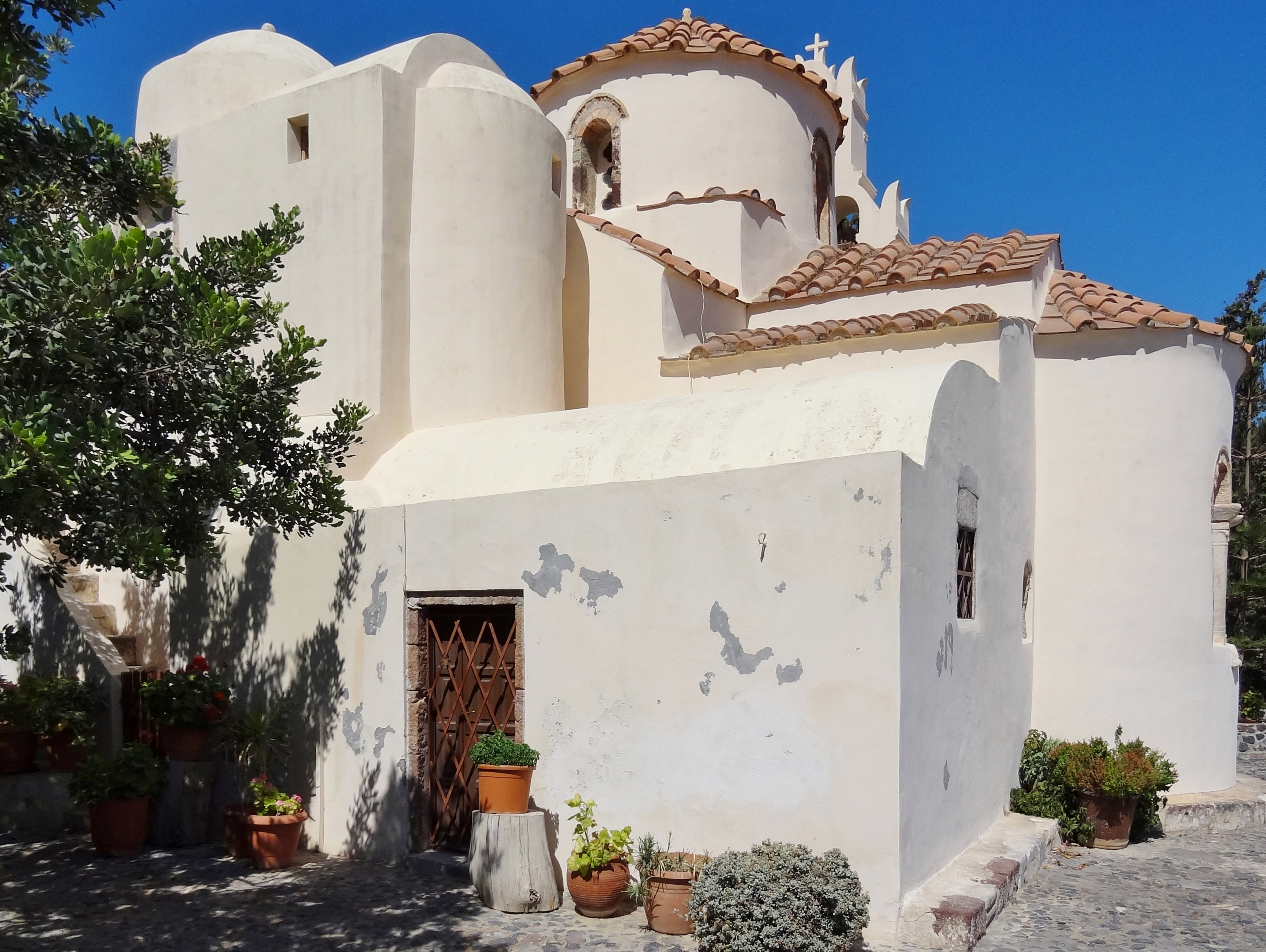